# Чола

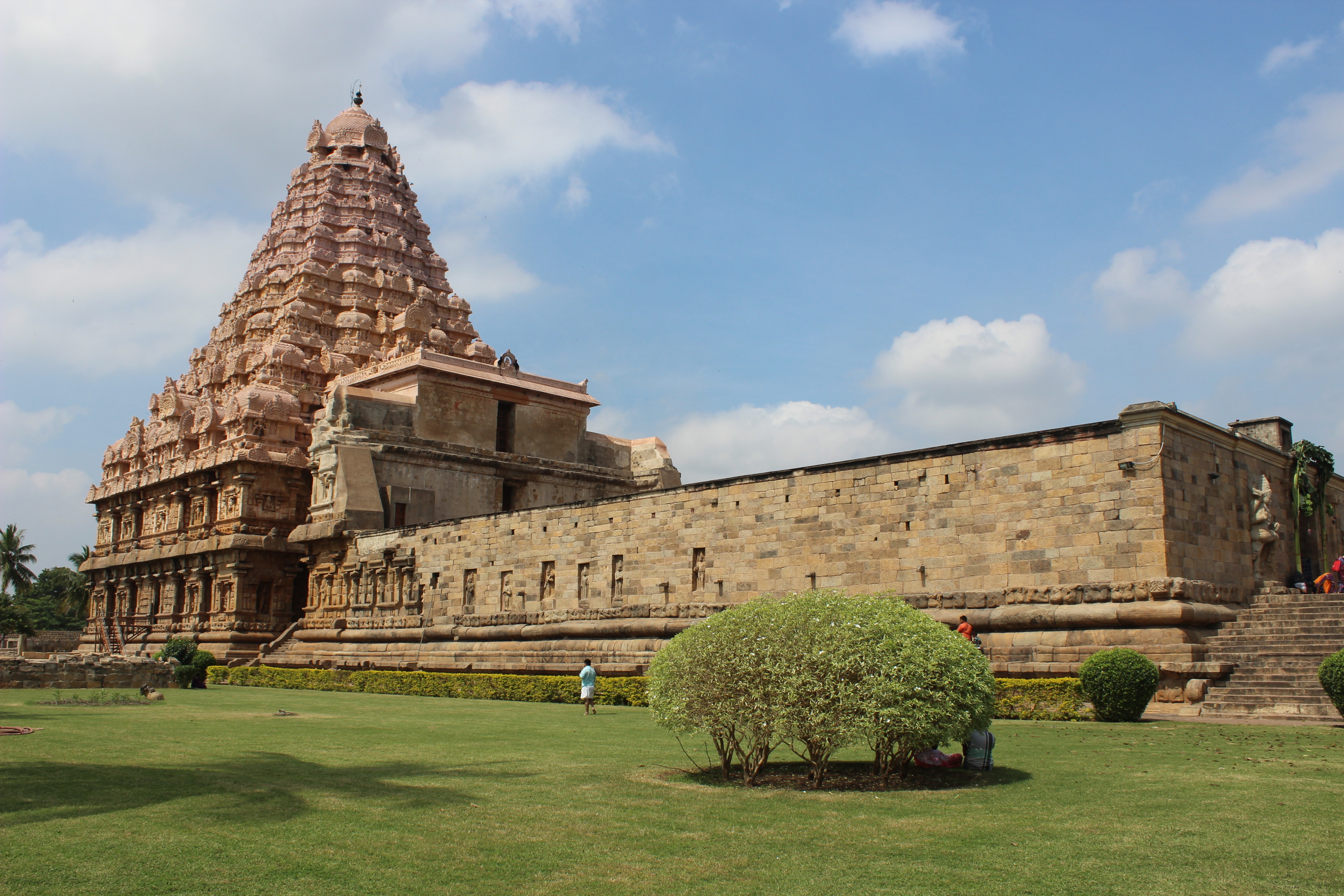
Храм у Ґанґайконда-Чолапурамі, 1030 рік

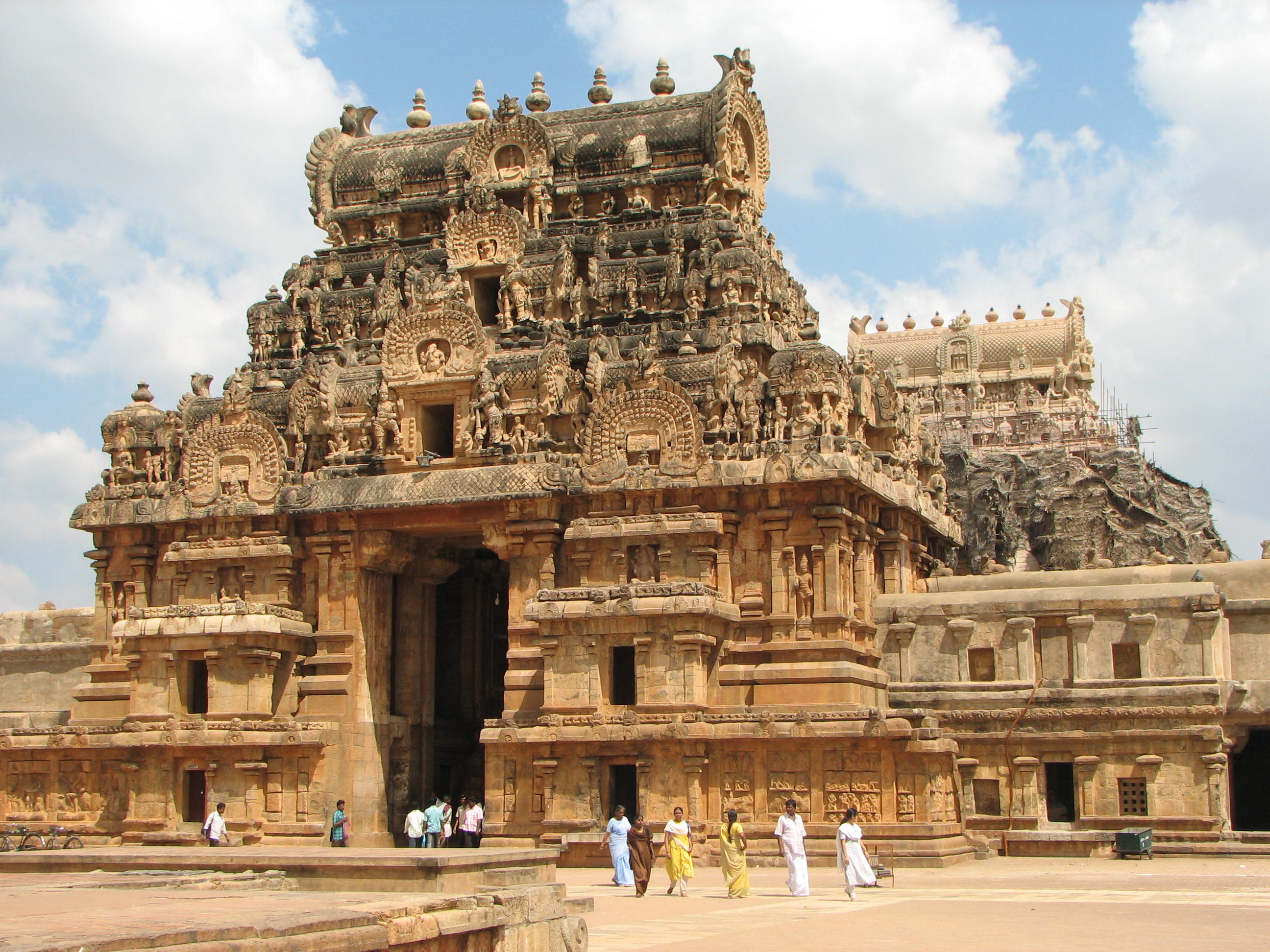
Брама храму Брахідеешварар у Тханджавурі, поч. XI ст.

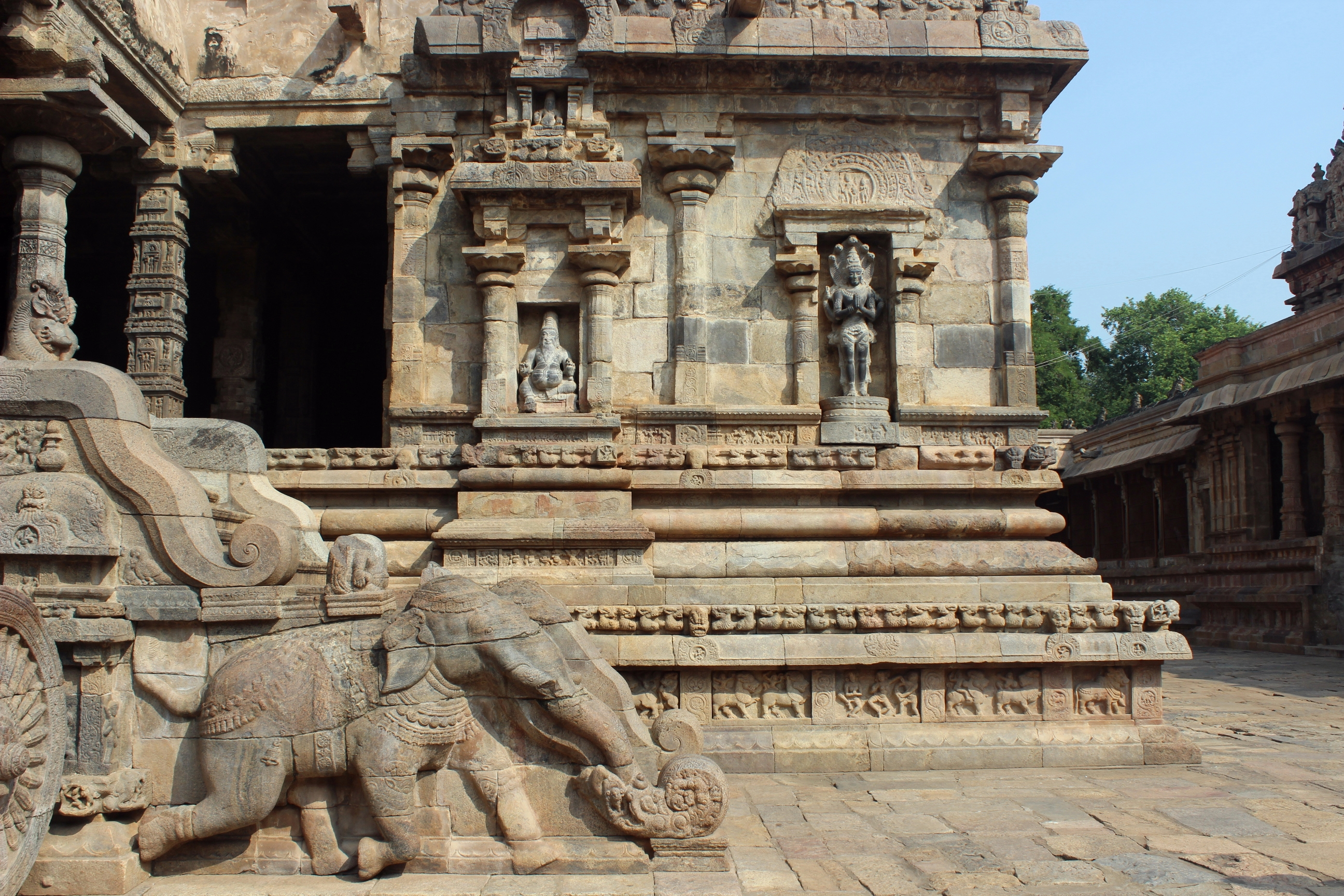
Храм Айраветасвара у Дарасурамі, XII ст.

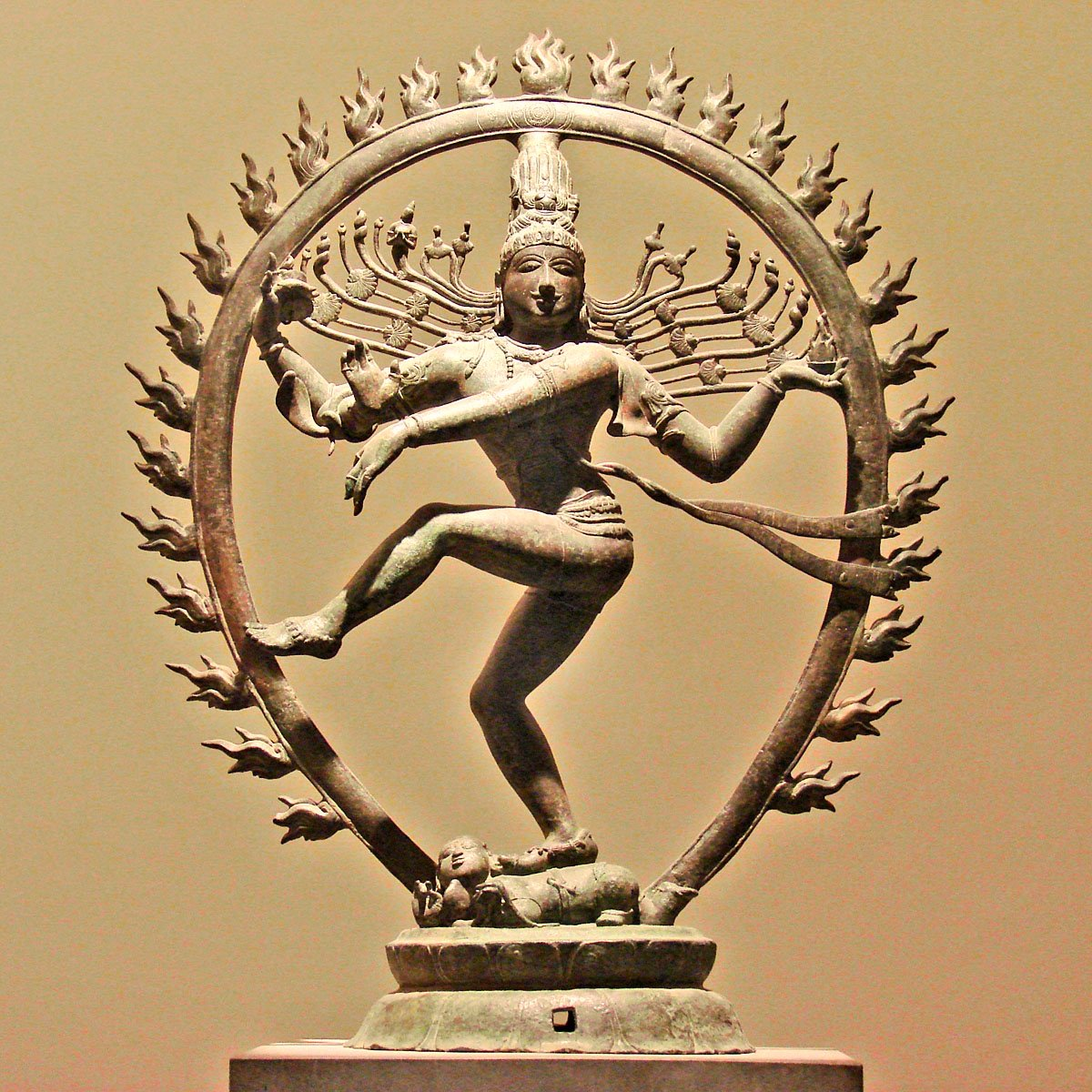
Шива, Національний музей східних мистецтв Ґіме

Чола (там. சோழர், МФА: ['t͡ʃoːɻə]) — держава, що існувала на території Південної Індії під владою однойменної дравідської тамільської династії з 4 століття до н. е. до кінця 13 століття н. е., хоча частину цього часу як залежне князівство.

## Історія
Династія походила з родючої долини річки Кавері. З правителів династії раннього періоду найвідоміший Карікала Чола, тоді як з середньовічного періоду відомі Адітья I, Парантака I, Раджараджа Чола I, Раджендра Чола I, Раджадхіраджа Чола I, Раджендра Чола II, Вірараджендра Чола, Кулотунга Чола I, Вікрама Чола і Кулотунга Чола III.
Період розквіту влади династії приходиться на проміжок часу з кінця 9 століття до початку 13 століття. Під владою Раджараджі Чоли I та його сина Раджендри Чоли I, держава стала значною військовою, економічною і культурною силою Південної та Південно-Східної Азії. У період 1010—1200 років території, залежні від Чола, простягалися до Мальдівських островів на півдні і до річки Ґодаварі на півночі. Раджараджа Чола підкорив значну частину Південної Індії та Шрі-Ланки, а Раджендра Чола розширив володіння до Ганга, розгромивши державу сили Махіпали, правителя Пали. Також він успішно вторгся до островів Малайського архіпелагу та узбережжя Бірми і В'єтнаму. З початку 13 століття держава Чола прийшла у занепад, втратила більшість володінь та була остаточно захоплена з посиленням держави Пандья.

## Адміністрація
Першою столицею був порт у гирлі річки Кавері - Кавіріпаддінам.
Тут одною з перших в Індії розвинулася централізована система уряду і організована бюрократія.
Територія поділялася на провінції (манадли), які у свою чергу складалися з округів (коттам, валанаду), які поділялися на райони (наду). Район складався з групи сіл (куррам). Найнижчою адміністративною одиницею було село.
Особливістю управління було наявність народних зборів, інколи цілих провінцій. Райони та міста (нагарам) мали власні збори. Втім, щодо організації та функцій цих зборів залишилося небагато інформації.
Збори у селах мали різний характер: без формальних правил або процедур називалося ур; у брагманських селах — сабга (у великих селах — магасабха). Останні розпоряджалися землями громади, відповідали за збір податків, вирішували дрібні карні справи. Усі члени зборів-сабга обиралися за жеребом на рік.

## Економіка
Уся орна земля підлягала ретельної кадастризації. Володіння належало належним чином реєструвати. Це було викликано тим, що переважну частину економіки складали продукти сільського господарства. Також ними часто платили податки, велася внутрішня та зовнішня торгівля.
Державний податок становив 1/6 валового врожаю, який сплачувався натурою або грошима. Існували також податки на маслобійні, ставки, худобу, ринки, майстерні.
Для більшого розвитку економіки всередині країни володаря Чола проводилися значні меліораційні та іригаційні роботи, були прокладена мережа якісних доріг.
Завдяки потужному флоту торгівля велася з державами південного та східного Індостану, сучасної М'янми, Південно-Східної Азії, Китаєм.

## Культура
Від Чола залишалася багата спадщина. Під патронажем династії розвивалася тамільська література (Тірумангай, Джаямкондар) та архітектура, що особливо проявилося в будівництві храмів, збудованих не тільки як центри поклоніння, але й центри економічної активності. найкращими зразками архітектури Чола є велетенські храми в Танджорі та Ґанґайконда-Чолапурамі. Особливістю храмів є вімани (або башти), які згодом змінилися на гопури (брами).

## Володарі
- Віджаялая Чола (848—871)
- Адітья I (871—907)
- Парантака I (907—950)
- Гандарадітья (950—957)
- Аріджая Чола (956—957)
- Парантака II Сундара Чола (957—970)
- Уттама Чола (970—985)
- Раджараджа Чола I (985—1014)
- Раджендра Чола I (1012—1044)
- Раджадхіраджа Чола I (1018—1054)
- Раджендра Чола II (1051—1063)
- Вірараджендра Чола (1063—1070)
- Атіраджендра Чола (1067—1070)
- Кулотунга Чола I (1070—1120)
- Вікрама Чола (1118—1135)
- Кулотунга Чола II (1133—1150)
- Раджараджа Чола II (1146—1173)
- Раджадхіраджа Чола II (1166—1178)
- Кулотунга Чола III (1178—1218)
- Раджараджа Чола III (1216—1256)
- Раджендра Чола III (1246—1279)